# Michał Rudziński
Michał Rudziński (Rudzieński) na Mińsku herbu Prus III (ur. 1730, zm. 1764) – wojewoda mazowiecki w latach 1760–1764, starosta żydaczowski w latach 1763–1764, starosta chęciński w latach 1750–1760, pułkownik wojsk koronnych od 1754.
Poseł na sejm 1752 roku z ziemi liwskiej.  18 stycznia 1754 roku podpisał we Lwowie manifest przeciwko podziałowi Ordynacji Ostrogskiej. Poseł na sejm 1754 roku z województwa płockiego. Poseł na sejm 1756 roku z ziemi liwskiej.
W 1760 odznaczony Orderem Orła Białego.